# Ligesom et frø
|  | Denne artikel er oprettet af botten PalnaBot ud fra en ekstern database. Den kan derfor have sproglige fejl eller mangler. Denne skabelon kan fjernes efter kontrol af indholdet. |

Ligesom et frø er en dokumentarfilm instrueret af Niels Thure Krarup efter manuskript af Niels Thure Krarup.